# Уль, Альфред
Альфред Уль (нем. Alfred Uhl; 5 июня 1909, Вена — 8 июня 1992, там же) — австрийский композитор и музыкальный педагог.
В 1932—1938 гг. жил в Цюрихе, Париже, Амстердаме, Варшаве, Афинах и Константинополе. Окончил Венскую музыкальную академию (1932) у Франца Шмидта, затем работал в Цюрихе. В 1940—1942 гг. находился на службе в германской армии в качестве командира лагеря для интернированных французских военнопленных. Затем вернулся в Вену и в 1943—1979 гг. был профессором композиции и теории музыки в Венской академии. Пик известности Уля как композитора приходится на 1950-е гг.; в 1959 г. он становится лауреатом Государственной премии Австрии. Наследие Уля довольно обширно, в него входят симфонические, хоровые, камерные произведения, опера «Таинственный господин X» (нем. Der mysteriöse Herr X.; 1962—1965) и др. Однако наиболее широкую популярность приобрели сочинения Уля для кларнета, особенно сборник «48 этюдов», предназначенный для совершенствующих свою технику кларнетистов.